# Saut à la perche masculin aux Jeux olympiques d'été de 2016
Pour un article plus général, voir Athlétisme aux Jeux olympiques d'été de 2016.
Navigation
Londres 2012 Tokyo 2020 (2021)
Le concours de saut à la perche masculin des Jeux olympiques de 2016 a lieu le 13 août de cette même année pour les qualifications et le 15 suivant pour la finale, dans le Stade olympique Nilton-Santos de Rio de Janeiro (Brésil), remportée par le perchiste du pays Thiago Braz da Silva (photo), qui y établit un nouveau record olympique (à 6,03 m de hauteur).

## Records de la discipline
(avant cette compétition)
| du monde  | 6,16 m | Renaud Lavillenie | France | 15 février 2014 | Donetsk |
| olympique | 5,97 m | Renaud Lavillenie | France | 10 août 2012    | Londres |

## Médaillés
| Or                   | Argent            | Bronze        |
| Thiago Braz da Silva | Renaud Lavillenie | Sam Kendricks |

## Résultats

### Qualifications
La limite de qualification d'avant-J.O. était de 5,70 m, à avoir atteints ou dépassés entre les 1er mai 2015 et 11 juillet 2016.
Elle est rehaussée à 5,75 m (Q) lors des qualifications de la phase finale même le 13 août, à moins d'y faire partie des 12 meilleurs sauteurs en "valeur absolue" (q).

#### Liste IAAF des perchistes pré-qualifiés
(performances réalisées entre les 1er mai 2015 et 11 juillet 2016)
1. Renaud Lavillenie, 6,05 m(ètres)
2. Shawnacy Barber, 6,00 m (i)
3. Raphael Holzdeppe, 5,94 m
4. Thiago Braz da Silva, 5,93 m (i)
5. Sam Kendricks, 5,92 m
6. Konstadínos Filippídis, 5,91 m
7. Paweł Wojciechowski, 5,84 m
8. Jan Kudlička, 5,83 m
9. Piotr Lisek, 5,82 m
10. Michal Balner, 5,82 m
11. Kévin Menaldo, 5,81 m
12. Augusto Dutra de Oliveira, 5,81 m
13. Xue Changrui, 5,81 m (i)
14. Seito Yamamoto, 5,77 m (i)
15. Robert Sobera, 5,77 m (i)
16. Germán Chiaraviglio, 5,75 m
17. Daichi Sawano, 5,75 m
18. Tobias Scherbarth, 5,75 m
19. Huang Bokai, 5,75 m (i)
20. Stanley Joseph, 5,75 m
21. Cale Simmons, 5,72 m
22. Logan Cunningham, 5,71 m
23. Pauls Pujāts, 5,70 m
24. Kurtis Marschall, 5,70 m
25. Hiroki Ogita, 5,70 m
26. Yao Jie, 5,70 m
27. Ivan Horvat, 5,70 m
28. Mareks Ārents, 5,70 m
29. Robert Renner, 5,70 m
30. Karsten Dilla, 5,70 m
31. Melker Svärd Jakobsson, 5,70 m
32. Luke Cutts, 5,70 m

#### Qualifications lors de la phase finale même(13 août)
[5,75 m (Q) ou/et dans les 12 meilleurs sauteurs (q)]
| Rang | Groupe | Athlète                   | Pays               | 5.30m | 5.45m | 5.60m | 5.70m | Marque | Notes |
| ---- | ------ | ------------------------- | ------------------ | ----- | ----- | ----- | ----- | ------ | ----- |
| 1    | A      | Sam Kendricks             | États-Unis         | o     | o     | o     | o     | 5.70 m | q     |
| 2    | B      | Konstadínos Filippídis    | Grèce              | o     | o     | xo    | o     | 5.70 m | q     |
| 3    | B      | Thiago Braz da Silva      | Brésil             | –     | xx    | o     | o     | 5.70 m | q     |
| 4    | A      | Renaud Lavillenie         | France             | –     | –     | –     | xo    | 5.70 m | q     |
| 4    | A      | Xue Changrui              | Chine              | –     | o     | o     | xo    | 5.70 m | q     |
| 6    | A      | Piotr Lisek               | Pologne            | –     | o     | xo    | xo    | 5.70 m | q     |
| 7    | B      | Shawnacy Barber           | Canada             | –     | xxo   | o     | xo    | 5.70 m | q     |
| 7    | A      | Germán Chiaraviglio       | Argentine          | o     | o     | xxo   | xo    | 5.70 m | q, SB |
| 7    | A      | Jan Kudlička              | République tchèque | o     | o     | xxo   | xo    | 5.70 m | q     |
| 10   | B      | Michal Balner             | République tchèque | o     | o     | o     | 3x    | 5.60 m | q     |
| 10   | A      | Pauls Pujāts              | Lettonie           | o     | o     | o     | 3x    | 5.60 m | q     |
| 10   | A      | Daichi Sawano             | Japon              | –     | o     | o     | 3x    | 5.60 m | q     |
| 13   | A      | Robert Sobera             | Pologne            | o     | x     | o     | 3x    | 5.60 m |       |
| 14   | B      | Yao Jie                   | Chine              | –     | xo    | xo    | 3x    | 5.60 m |       |
| 15   | A      | Kurtis Marschall          | Australie          | o     | o     | xxo   | 3x    | 5.60 m |       |
| 16   | B      | Mareks Ārents             | Lettonie           | o     | o     | 3x    |       | 5.45 m |       |
| 16   | B      | Huang Bokai               | Chine              | o     | o     | 3x    |       | 5.45 m |       |
| 16   | B      | Stanley Joseph            | France             | o     | o     | 3x    |       | 5.45 m |       |
| 16   | B      | Kévin Ménaldo             | France             | –     | o     | xr    |       | 5.45 m |       |
| 16   | B      | Paweł Wojciechowski       | Pologne            | o     | o     | 3x    |       | 5.45 m |       |
| 21   | A      | Hiroki Ogita              | Japon              | xo    | o     | 3x    |       | 5.45 m |       |
| 22   | A      | Luke Cutts                | Grande-Bretagne    | o     | xo    | 3x    |       | 5.45 m |       |
| 22   | A      | Augusto Dutra de Oliveira | Brésil             | o     | xo    | 3x    |       | 5.45 m |       |
| 22   | B      | Robert Renner             | Slovénie           | o     | xo    | 3x    |       | 5.45 m |       |
| 25   | A      | Tobias Scherbarth         | Allemagne          | xo    | xo    | 3x    |       | 5.45 m |       |
| 26   | A      | Raphael Holzdeppe         | Allemagne          | –     | xxo   | 3x    |       | 5.45 m |       |
| 27   | B      | Ivan Horvat               | Croatie            | o     | 3x    |       |       | 5.30 m |       |
| 28   | B      | Logan Cunningham          | États-Unis         | xxo   | 3x    |       |       | 5.30 m |       |
| 28   | B      | Karsten Dilla             | Allemagne          | xxo   | 3x    |       |       | 5.30 m |       |
| 28   | B      | Cale Simmons              | États-Unis         | xxo   | 3x    |       |       | 5.30 m |       |
|      | B      | Seito Yamamoto            | Japon              | –     | 3x    |       |       | NM     |       |
|      | A      | Melker Svärd Jacobsson    | Suède              |       |       |       |       | DNS    |       |

### Finale le 15 août
| Rang                                | Athlète                | Pays               | 5.50m | 5.65m | 5.75m | 5.85m | 5.93m | 5.98m | 6.03m | 6.08m | Marque | Notes  |
| ----------------------------------- | ---------------------- | ------------------ | ----- | ----- | ----- | ----- | ----- | ----- | ----- | ----- | ------ | ------ |
| Médaille d'or, Jeux olympiques      | Thiago Braz da Silva   | Brésil             | –     | o     | xo    | o     | xo    | –     | xo    |       | 6.03 m | OR, AR |
| Médaille d'argent, Jeux olympiques  | Renaud Lavillenie      | France             | –     | –     | o     | o     | o     | o     | xx–   | x     | 5.98 m |        |
| Médaille de bronze, Jeux olympiques | Sam Kendricks          | États-Unis         | o     | xo    | x–    | o     | 3 x   |       |       |       | 5.85 m |        |
| 4                                   | Jan Kudlička           | République tchèque | o     | o     | o     | x–    | xx    |       |       |       | 5.75 m |        |
| 4                                   | Piotr Lisek            | Pologne            | o     | o     | o     | x–    | xx    |       |       |       | 5.75 m |        |
| 6                                   | Xue Changrui           | Chine              | xxo   | xxo   | xx–   | x     |       |       |       |       | 5.65 m |        |
| 7                                   | Michal Balner          | République tchèque | o     | 3x    |       |       |       |       |       |       | 5.50 m |        |
| 7                                   | Konstadínos Filippídis | Grèce              | o     | 3x    |       |       |       |       |       |       | 5.50 m |        |
| 7                                   | Daichi Sawano          | Japon              | o     | 3x    |       |       |       |       |       |       | 5.50 m |        |
| 10                                  | Shawnacy Barber        | Canada             | xo    | 3x    |       |       |       |       |       |       | 5.50 m |        |
| 11                                  | Germán Chiaraviglio    | Argentine          | xxo   | 3x    |       |       |       |       |       |       | 5.50 m |        |
|                                     | Pauls Pujāts           | Lettonie           | 3x    |       |       |       |       |       |       |       | NM     |        |

## Légende
- Hauteur de saut atteinte ou dépassée (en mètres) :
  - o : dès le 1er essai
  - xo : au 2e essai
  - xxo : au 3e essai
- 3 x : hauteur non atteinte au terme de 3 essais au maximum

Records et Performances
- AR : Record continental (area record)
- CR : Record des championnats (championship record)
- MR : Record du meeting (meet record)
- NR : Record national (national record)
- OR : Record olympique (olympic record)
- PR : Record paralympique (paralympic record)
- PB : Record personnel (personal best)
- SB : Meilleure performance personnelle de la saison (season's best)
- WL : Meilleure performance mondiale de l'année (world leader)
- WJR : Record du monde junior (world junior record)
- WR : Record du monde (world record)

Circonstances et Conditions
- DNF : N'a pas terminé (did not finish)
- DNS : N'a pas pris le départ (did not start)
- DQ : Disqualification (disqualification)
- NM : Aucun essai valable enregistré (No Mark)
- Q : Qualifié « directement » au prochain tour (ou à la prochaine compétition), lors d'une compétition majeure, grâce au classement ou à la réalisation des minima (automatic qualifier)
- q : Qualifié au prochain tour (ou à la prochaine compétition), lors d'une compétition majeure, grâce au repêchage ou à la réalisation de l'une des meilleures performances parmi celles des « non qualifiés directement » (grâce au meilleur temps ou à la meilleure distance par exemple) (secondary qualifier)

- NM : non mesuré (not measured) ?
- (i) : indoor (en salle).